# Kaleido Star
Kaleido Star (яп. カレイドスター карэйдо сута:, неоф. рус. «Огни Пёстрой арены») — аниме-сериал, созданный на студии Gonzo. Первый сезон был снят режиссёром Дзюнъити Сато, второй Kaleido Star: New Wings — Ёсимасой Хираикэ. По мотивам сериала было выпущено три OVA, манга и новеллизация.
Японский акробат Дио Кобаяси выступал в качестве консультанта по трюкам. 

## Сюжет
Главной героиней является японская девушка по имени Сора Наэгино, талантливый акробат. Она приезжает в США в надежде устроиться во всемирно известный цирк Kaleido Stage («Пёстрая арена»), которым Сора восхищалась с детства. Однако проблемы начинаются сразу после прибытия: Сора теряется по дороге, вор крадёт её чемодан. Полицейский подвозит её к цирку, но собеседование уже окончено. Кумир Соры, ведущая артистка цирка Лейла Гамильтон, советует ей возвращаться в Японию, и в конце концов Сора хочет так и поступить, но её принимает владелец цирка Карлос, который видит в Соре огромный потенциал. Сначала к Соре все относились с презрением и даже пошли ложные слухи, что она якобы переспала с директором, чтобы поступить. Сора, чтобы опровергнуть эти слухи, решает за 7 дней выучить коронный трюк огненного феникса.

## Манга
Манга под названием Kaleido Star ~Wings of the Future~ выходила в журнале Shonen Fang издательства LEED Publishing с февраля 2007 года (номер за апрель). Действие происходит спустя 15 лет после событий аниме-сериала, главной героиней становится младшая сестра Соры Юмэ. Сора несколько лет не навещала свою семью по неизвестной причине, поэтому Юмэ присоединяется к Kaleido Stage в надежде встретить сестру. В манге присутствуют как новые, так и старые персонажи: Юрий Киллиан, Мэй Вон. Кен Роббинс, Марион Бенигни, Миа Джиллем,, Розетта Рассел.. Манга закончила публикацию в сентябре 2007 года вместе с закрытием Shonen Fang.

## Персонажи
Сора Наэгино (яп. 苗木野 そら Наэгино Сора) — главная героиня истории. Приехала из Японии в США, чтобы стать звездой цирка. Когда-то давно цирковое представление Kaleido Stage настолько затронуло её душу, что она решила всерьёз заняться акробатикой. Сора очень трудолюбива, не жалеет себя во время тренировок. Сначала показывала плохие результаты, но позже превзошла всех и стала выступать со звездой арены Лейлой, Сора считала её кумиром и всю жизнь мечтала встретиться с ней. Сора способна изменять людей, пробуждать в них внутренние хорошие качества. Ненавидит конкуренцию, так как считает, что главная цель актёров — делать счастливыми зрителей. У Соры очень сильное и гибкое тело, однако главный её недостаток — плохой тонус, из-за чего она не раз проваливала трюки. Но к концу второго сезона за счёт долгих и старательных тренировок избавилась от своего недостатка.
Сэйю: Хирохаси Рё
Лейла Хамильтон (яп. レイラ・ハミルトン Рэйра Хамирутон) — звезда Kaleido Stage, актриса с длинными золотистыми волосами. Имеет колоссальный опыт в области акробатики. Очень строга и пунктуальна. Так, из-за опоздания Соры на прослушивание принципиально отказалась принять её, а после того когда директор сам пригласил Сору, давила на неё, чтобы та покинула Kaleido Stage. Знает фактически все трюки, в течение сериала обучала Сору. Когда-то давно победила во всемирном конкурсе акробатов, исполнив в паре с Юри трюк огненного феникса. При исполнении мистического трюка с Сорой сломала руку и ушла из цирка. Однако к концу второго сезона снова возвращается в Kaleido Stage и проигрывает Соре право быть первой звездой арены.
Сэйю: Охара Саяка
Шут (яп. フール Фу:ру) — дух арены, маленькое существо, похожее на мужскую куклу. Его способны видеть только те, кто могут стать истинными звёздами и ничего не боятся. Сора — единственная, кто видела Духа. Из-за необычной внешности получил кличку Шут, и решил жить с Сорой. Шут умеет предсказывать будущее, в первом сезоне он делал это с помощью карт, а во втором с помощью хрустального шара. Любит подглядывать за голыми девушками, из-за чего Сора постоянно обматывает его скотчем и приклеивает к чему-либо. Несмотря на свой спокойный характер, всё время подвергается унижениям со стороны Соры. Позднее Шута начинают видеть Лейла и Розетта. В OVA сериях выясняется, что он когда-то был человеком.
Сэйю: Коясу Такэхито
Миа Гиллем (яп. ミア・ギエム Миа Гиэму) — подруга Соры, имеет рыжие волосы, собранные в 2 хвостика. Приехала из Голландии. Сначала презирала Сору, как и все остальные, но потом, увидев её огромный потенциал, изменила мнение и подружилась с ней. Очень добрая и застенчивая. В акробатике не сильна, но зато очень хорошо владеет компьютерными программами, и создаёт страницы актёров на сайте Kaleido Stage, делает проекты крупных представлений по мотивам известных сказок.
Сэйю: Нисимура Тинами 
Анна Харт (яп. アンナ・ハート Анна Ха:то) — подруга Соры, сначала насмехалась над ней и даже распространила ложные слухи о том, что та попала в Kaleido Stage благодаря интимным отношениям с директором. Но узнав поближе Сору, меняет своё мнение и становится её подругой. Очень весёлая и сильная, имеет смуглую кожу. Мечтает стать «стендап»-комиком, постоянно придумывает неудачные шутки.
Сэйю: Ватанабэ Акэно
Сара Дупонт (яп. サラ・デュポン Сара Дюпон) — главная певица арены коллайдо. Родом из Великобритании, высокая, имеет длинные волнистые русые волосы. Благодаря своей хрупкой, внешности и красивому голосу имеет репутацию самой милой и прелестной дамы арены. Но на самом деле она полная противоположность своему стереотипу — очень буйная, грубая и весёлая. Увлекается восточными единоборствами и японской культурой. В свободное время расхаживает в белом кимоно с традиционным японским оружием. Когда злится, раскручивает предмет в руке, и ударяет им себя нечаянно.
Сэйю: Хисакава Ая
Розетта Рассел (яп. ロゼッタ・パッセル Родзэта Расэру) — девочка-подросток, приехавшая из Бельгии, многократная чемпионка мира по диаболо. Имеет короткую рыжую стрижку. Сначала была очень высокомерной и циничной, страдала звёздной болезнью, не желала общаться с другими. Когда выступила с диаболо в Kaleido Stage, представление получилось скучным, что привело её в помешательство, так как до этого публика всегда восхищалась ею. Сора поняла, что Розетта никогда не бывала в роли зрителя, и помогает ей понять истинное предназначение артиста. Розетта радикально меняет отношение к жизни. Во 2-м сезоне у неё появилась мечта стать звездой арены коллайдо, она сбегает от матери, которая стоит на принципе оставить всё, как раньше. Но позже Розетте позволяют остаться в коллайдо, и она начинает учиться на акробата, к концу осваивает несложные трюки и выступает как второстепенный персонаж. В OVA сериях после всех событий может видеть шута.
Сэйю: Мидзухаси Каори 
Кен Роббинс (яп. ケン・ロビンス Кэн Робинсу) — молодой парень со светлыми волосами, очень добрый и застенчивый. Первый, кто вошёл в контакт с Сорой. В начале, когда на Сору начали морально давить, чтобы та ушла, он единственный поддерживал её. Из-за слабого сердца не может заниматься акробатикой, поэтому работает тренером. Кен тренировал Сору, стараясь не переутомить её. Очень волновался, когда та была в усталом или больном состоянии. Влюблён в неё, но не может признаться, хотя у него были попытки, но закачивались они неудачно. Категорически был не согласен с тем, чтобы Леон тренировал Сору, считая его тренировки актом жестокого садизма.
Сэйю: Симоно Хиро
Карлос Эйдо (яп. カロス・永戸 Каросу Эйдо) — директор звёздной арены, смуглый коренастый мужчина. Очень спокоен и непоколебим, очень дальновиден, и видит всех насквозь. Так например увидев, как Сора поймала вора, сразу понял, что у девушки есть талант, и поэтому именно он решил оставить её в звёздной арене, в то время, как все были против, и не понимали поступок директора. Когда-то давно работал с Лейлой и Юри. Однажды лишился арены, из-за того, что Юри переманил всех работников на свою сторону.
Сэйю: Фудзивара Кэйдзи 
Юри Киллиан (яп. ユーリ・キリアン Ю:ри Кириан) — звезда арены, партнёр Лейлы. Антагонист в конце 1-го сезона. Очень спокойный, у него белые короткие волосы. Два раза спас Сору от падения с высоты. Быстр настолько, что порой глазам не уловить его движения. Но на самом деле ненавидит директора Карлоса за то, что тот якобы убил его отца при исполнении мистического трюка, и мечтает ему отомстить. Сначала переманивает всех членов коллайдо к себе, из-за чего арена обанкротилось и закрылась, потом выкупает её. Предлагал стать Соре новым партнёром, а также звездой арены, так как Лейла встала на сторону Карлоса, но Сора категорически отказалась в пользу Лейлы и директора, вместе с ней и её близкие друзья. После этого Сора вместе с ними образовала новую уличную труппу, и стала выступать в парке аттракционов, видя всё это, Юри пытается всеми способами воспрепятствовать их развитию славы, прибегая к самым извращённым способам. Поставил перед условием Калоса, что если Сора и Лейла выполнят мистический трюк — самый сложнейший из всех известных, то он отдаст арену. Трюк удалось сделать, и Юри вынужден был покинуть коллайдо. Во 2-м сезоне, простив Калоса, поменял своё отношение к главным героям и согласился тренировать Сору, участвовал с ней в конкурсе, который провалился.
Сэйю: Тиба Сусуму
Леон Освальд (яп. レオン・オズワルド Рэон Осуварудо) — новая звезда арены, высокий, статный с длинными серебристыми волосами. Появился во втором сезоне. Очень жесток и высокомерен, видит во всех людях только помеху даже Лейлу. Из-за этого получил прозвище «Дьявол арены». Выступает великолепно на трапеции. Когда то давно был добрым и тренировался со своей сестрой, но после того, как её сбила насмерть машина, какие — либо тёплые чувства умерли в нём. Ищет нового партнёра. Сначала его поставили рядом с Сорой, но решив, что та груба в исполнении, он отказывается наотрез выступать с кем-либо. Позже берёт в партнёры Мей Вонг, та готова на всё ради работы с ним, но он продолжает и в ней видеть только мусор. Однажды Мей сломала руку, и Леон был вынужден взять Сору снова в партнёры. Он начинает тренировать её изнуряющими способами, но Сора не сдаётся. Позже он начал узнавать в ней частично свою сестру, после чего резко меняет мнение о ней. В нём снова просыпаются хорошие черты характера, как до смерти сестры, и некая любовь к Соре, он стремится к ней быть ближе. Сам Леон становится гораздо добрее и перестаёт унижать людей. К концу выучивает Сору настоящему ангельскому трюку.
Сэйю: Сакурай Такахиро
Мей Вон (яп. レオン・オズワルド Мэй Вон) — молодая девушка, приехала из Китая. В начале бросила вызов Соре, сказав, что без проблем превзойдёт её. В течение сериала ненавидит Сору вплоть до того, что устроила истерику, что ей дали квартиру рядом с Сорой, игнорирует её, и злорадствует, когда та терпит поражение, несмотря на всё, Сора продолжает пытаться войти с ней в контакт. Не имеет друзей, потому что считает, что для достижении цели это только будет мешать. Ещё в детстве, как и Сора, мечтала попасть в Арену, и выступать с Лейлой, но тот факт, что Лейла выступала с Сорой, выполнила с ней мистический трюк и ушла со сцены, сломало её мечту, повергло в отчаяние, она стала видеть главного виновного именно в Соре. Очень любит Леона, готова на всё, чтобы быть его партнёром. Леон выбрал её, и она в течение долгого времени исполняла роль невесты дракулы. В течение 2-го сезона одерживала ряд побед над Сорой. Но когда Сора, не выдержав моральной нагрузки, отказалась от своего места в арене и признала что Мей сильнее, она поняла, что теперь ей именно этого не хватает, она пытается побудить Сору к соперничеству, потому что понимает, что Сора целенаправленно игнорирует её вызовы. Но попытки пропадают даром, в отчаянии Мей даёт пощёчину Соре. После того, как Сора снова решила вернуться в арену, Мей меняет своё отношение к Соре и относится к ней, как равноправному сопернику.
Сэйю: Накахара Май

## Трюки
- Огненный феникс — сначала человек раскручивается на трапеции, затем, отпуская руки и взмывая вверх, принимает позу птицы, распахнувшей свои крылья. Выступив с таким трюком, Лейла и Юри выиграли международный конкурс акробатов. Когда Лейла пыталась выгнать Сору из Арены, она заключила сделку с безумным условием, если Сора сможет продемонстрировать феникс через неделю, то она сможет остаться, если же нет, то Сора покинет навсегда арену и близко к ней не подойдёт. Сора тренировалась день и ночь, изнуряя себя, когда пришло время продемонстрировать «феникс», то Сора сумела сделать позу феникса, но не ухватилась за трапецию. Казалось бы, что это был провал, но Лейла помиловала Сору, и перестала давить на неё.
- Русалка — человек должен на трапеции пролететь через водопад и преодолеть всю силу падения воды. И после этого ухватиться за другую, по ту сторону водопада. Сначала этот трюк должна была выполнять Лейла, но из-за того, что та была на съёмках, решили поставить Сору. Девушка отлично исполняет трюк, однако зрители не довольны, потому что хотели видеть в роли именно Лейлу.
- Сражение — на раскачивающимся канате люди должны имитировать сражение, ставилось при исполнении 1000 и 1 ночь. Для роли выбрали Лейлу и Сору. Для того, чтобы лишь удержаться на качающемся канате Соре потребовалось массу времени и тренировок. На первом исполнении Сора срывается с каната, но Лейла быстро хватает её. Зрители думают, что это часть представления.
- Дьявольский трюк — человек раскручивается на трапеции и хаотично крутясь в воздухе ловится за одну руку партнёром. Трюк изобрела Мей Вон. В течение долгого времени она исполняла с Леоном роль невесты дракулы, выполняя трюк на вращающейся трапеции. Однажды Леон хотел испытать Мей, сможет ли она импровизировать в экстремальных условиях. И специально на миг отпускает её руку и снова хватает. Мей в результате повреждает себе плечо и временно уходит из арены. Видя, как один из её братьев, держась всего одной рукой за турник, сорвался и приземлился на ноги невредимый, поняла, что и с одной рукой она много может. Впоследствии с таким трюком они выиграли международный конкурс акробатов, как и Лейла и Юри в прошлом году.
- Ангельский трюк — человек летит в объятия партнёра, и тот поднимает второго силой руки, и человек взмывает вверх, как ангел. Сора тренировалась ангельскому трюку вместе с Юри, когда они выступали на конкурсе, Сора провалила трюк. Позже Леон обучает Сору более совершенному виду трюка, когда человек, должен изящно на одной ноге, на цыпочках перелетать с одной трапеции на другую, одновременно с Сорой данный трюк учит Лейла. Но Сора превосходит всех, производя фурор публики и всех остальных.
- Мистический трюк — самый сложный и страшный трюк. Его способны сделать лишь избранные ареной. То есть те, кто видят шута. На высоте два партнёра взлетают с трапеции, сталкиваются друг с другом руками, и вращаются несколько секунд в воздухе, потом снова отталкиваются руками, и хватаются за трапеции. Большинство попыток сделать трюк, кончались неудачами, и один партнёр разбивался. Мистический трюк удачно исполнили Сора и Лейла, но Лейла сломала руку, и ушла из арены на длительное время.

## Список серий аниме

### 1 сезон
| #  | Название                                                                                       | Дата трансляции  |
| -- | ---------------------------------------------------------------------------------------------- | ---------------- |
| 01 | My Amazing Stage Debut! «Hajimete no! Sugoi! Sutēji» (初めての! すごい! ステージ)              | 3 апреля 2003    |
| 02 | My Amazing & Lonely Challenge! «Kodoku na Sugoi Charenji» (孤独な すごい チャレンジ)           | 17 апреля 2003   |
| 03 | The Amazing Distant Stage «Tōi Sugoi Sutēji» (遠い すごい ステージ)                            | 24 апреля 2003   |
| 04 | Try Hard & You'll Get an Amazing Chance «Ganbareba Sugoi Chansu» (がんばれば すごい チャンス)  | 1 мая 2003       |
| 05 | My Amazingly Distant Family «Itsumo Sugoi Tooi Kazoku» (いつも すごい 遠い家族)                | 5 мая 2003       |
| 06 | The Amazing Seal «Chiisakute Sugoi Ottosei» (小さくて すごい オットセイ)                       | 8 мая 2003       |
| 07 | The Amazing Girl Who Doesn't Smile «Warawanai Sugoi Shōjo» (笑わない すごい 少女)              | 15 мая 2003      |
| 08 | An Amazing Star Even in Tough Times «Tsurakutemo Sugoi Sutā» (つらくても すごい スター)        | 22 мая 2003      |
| 09 | My Amazing Challenge for the Lead Role «Shuyaku e no Sugoi Chōsen» (主役への すごい 挑戦)      | 29 мая 2003      |
| 10 | Facing an Amazing Wall «Shuyaku e no Sugoi Kabe» (主役への すごい 壁)                          | 5 июня 2003      |
| 11 | Anna's Not so Amazing Father «Anna no Sugokunai Otōsan» (アンナの すごくない お父さん)         | 12 июня 2003     |
| 12 | An Amazingly Hot New Production «Atsui Sugoi Shinsaku» (熱い すごい 新作)                      | 19 июня 2003     |
| 13 | The Amazing Competition Calls Up a Storm «Arashi o Yobu Sugoi Kyōen» (嵐を呼ぶ すごい 競演)    | 26 июня 2003     |
| 14 | Mysterious Amazing Circus «Ayashii Sugoi Sākasu» (怪しい すごい サーカス)                      | 3 июля 2003      |
| 15 | The Diva's Amazing Love «Utahime no Sugoi Ai» (歌姫の すごい 愛)                               | 10 июля 2003     |
| 16 | An Amazing Sinister Rumor «Kuroi Sugoi Uwasa» (黒い すごい 噂)                                 | 17 июля 2003     |
| 17 | Fire It Up! Amazing Mia «Moero! Sugoi Mia» (燃えろ! すごい ミア)                               | 24 июля 2003     |
| 18 | Yuri's Amazing Trap «Yūri no Sugoi Wana» (ユーリの すごい 罠)                                  | 31 июля 2003     |
| 19 | Amazing Family Ties «Kazoku no Sugoi Kizuna» (家族の すごい 絆)                                | 7 августа 2003   |
| 20 | An Amazing Change From Zero To Hero «Zero kara no Sugoi Sutāto» (ゼロからの すごい スタート)   | 14 августа 2003  |
| 21 | The Amazing Mystery Star «Nazo no Sugoi Kamen Sutā» (謎の すごい 仮面スター)                   | 21 августа 2003  |
| 22 | The Amazing Resolve Beneath The Mask «Kamen no Shita no Sugoi Kakugo» (仮面の下の すごい 覚悟) | 28 августа 2003  |
| 23 | The Legendary Amazing Maneuver «Maboroshi no Sugoi Oowaza» (幻の すごい 大技)                  | 4 сентября 2003  |
| 24 | The Amazing Intensive Training Continues «Mada Tsuzuku Sugoi Tokkun» (まだ続く すごい 特訓)    | 11 сентября 2003 |
| 25 | An Amazing Bond «Футари но Сугой Кидзуна» (ふたりの すごい 絆)                                 | 18 сентября 2003 |
| 26 | An Amazing Comeback «Кидзударакэ но Сугой Фуккацу» (傷だらけの すごい 復活)                    | 25 сентября 2003 |

### 2 сезон
| #  | Название | Дата трансляции |
| -- | --- | --------------- |
| 27 | Amazing Prologue to Stardom (Part 1) «Sutā e no Sugoi Purorōgu (Zenpen)» (スターへの すごい プロローグ(前編)) | 4 октября 2003  |
| 28 | Amazing Prologue to Stardom (Part 2) «Sutā e no Sugoi Purorōgu (Kōhen)» (スターへの すごい プロローグ(後編))  | 11 октября 2003 |
| 29 | An Amazing New Rival «Atarashii Sugoi Raibaru» (新しい すごい ライバル)                                       | 18 октября 2003 |
| 30 | The Amazing Newcomer «Mou Hitori no Sugoi Shinjin» (もう一人の すごい 新人)                                   | 25 октября 2003 |
| 31 | The Amazing Passionate Rival «Jōnetsu no Sugoi Raibaru» (情熱の すごい ライバル)                              | 1 ноября 2003   |
| 32 | Amazing Match On Ice «Kōri no Ue no Sugoi Taiketsu» (氷の上の すごい 対決)                                    | 8 ноября 2003   |
| 33 | Amazing Rosetta of Sweat and Tears «Ase to Namida no Sugoi Rozetta» (汗と涙の すごい ロゼッタ)                | 15 ноября 2003  |
| 34 | The Ever Amazing Miss Layla «Yappari Sugoi Reira san» (やっぱり すごい レイラさん)                            | 22 ноября 2003  |
| 35 | Marion's Amazing Debut «Marion no Sugoi Debyū» (マリオンの すごい デビュー)                                   | 29 ноября 2003  |
| 36 | Amazing Training With Leon «Reon to no Sugoi Tokkun» (レオンとの すごい 特訓)                                 | 6 декабря 2003  |
| 37 | The Two Amazing Demons «Futari no Sugoi Akuma» (二人の すごい 悪魔)                                           | 13 декабря 2003 |
| 38 | Amazing Angelic Counterattack «Tenshi no Sugoi Hangeki» (天使の すごい 反撃)                                  | 20 декабря 2003 |
| 39 | Cruel Amazing Festival «Zankoku na Sugoi Saiten» (惨酷な すごい 祭典)                                         | 27 декабря 2003 |
| 40 | Amazing and Sad Homecoming «Zetsubō no Sugoi Kikoku» (絶望の すごい 帰国)                                     | 10 января 2004  |
| 41 | My Amazing Fresh Start «Saishuppatsu no Sugoi Ketsui» (再出発の すごい 決意)                                  | 17 января 2004  |
| 42 | An Amazingly Humiliating Performance «Kutsujoku no Sugoi Kyōen» (屈辱の すごい 共演)                          | 24 января 2004  |
| 43 | Mr. Policeman's Amazing Proposal «Porisu no Sugoi Puropōzu» (ポリスの すごい プロポーズ)                      | 31 января 2004  |
| 44 | Launching An Amazing Smile! «Egao no Sugoi Hasshin!» (笑顔の すごい 発進!)                                    | 7 февраля 2004  |
| 45 | Leon's Amazing Past «Reon no Sugoi Kako» (レオンの すごい 過去)                                               | 14 февраля 2004 |
| 46 | The Amazing Fated Duel «Shukumei no Sugoi Kettō» (宿命の すごい 決斗)                                         | 21 февраля 2004 |
| 47 | Flight of the Amazing Angel «Maiorita Sugoi Tenshi» (舞い降りた すごい 天使)                                  | 28 февраля 2004 |
| 48 | The Amazing Injured Swan «Кидзуцуита Сугой Хакутё» (傷ついた すごい 白鳥)                                     | 6 марта 2004    |
| 49 | Our Amazing Futures «Хиторихитори но Сугой Асита»                                                             | 13 марта 2004   |
| 50 | A Most Amazing and Inescapable Showdown «Сакэрарэнай Моносугой Иккиути» (避けられない ものすごい 一騎討ち)    | 20 марта 2004   |
| 51 | To the Amazing Promised Place «Якусоку но Сугой Басё э» (約束の すごい 場所へ)                                | 27 марта 2004   |